# Дерменешть (комуна, Сучава)
Дерменешть, Дерменешті, Меріцей (рум. Dărmănești) — комуна у повіті Сучава в Румунії. До складу комуни входять такі села (дані про населення за 2002 рік):
- Деніла (824 особи)
- Дерменешть (2191 особа)
- Келінешть (639 осіб)
- Келінешть-Васілаке (241 особа)
- Меріцей (1716 осіб) — адміністративний центр комуни
- Меріцея-Міке (227 осіб)

Комуна розташована на відстані 368 км на північ від Бухареста, 13 км на північний захід від Сучави, 127 км на північний захід від Ясс.

## Населення
За даними перепису населення 2002 року у комуні проживали 5838 осіб.
Національний склад населення комуни:
| Національність | Кількість осіб | Відсоток |
| -------------- | -------------- | -------- |
| румуни         | 5532           | 94,8%    |
| українці       | 298            | 5,1%     |
| німці          | 4              | 0,1%     |
| угорці         | 2              | < 0,1%   |
| поляки         | 1              | < 0,1%   |
| італійці       | 1              | < 0,1%   |

Рідною мовою назвали:
| Мова       | Кількість осіб | Відсоток |
| ---------- | -------------- | -------- |
| румунська  | 5456           | 93,5%    |
| українська | 378            | 6,5%     |
| німецька   | 2              | < 0,1%   |
| угорська   | 1              | < 0,1%   |
| італійська | 1              | < 0,1%   |

Склад населення комуни за віросповіданням:
| Релігія                             | Кількість осіб | Відсоток |
| ----------------------------------- | -------------- | -------- |
| православні                         | 5325           | 91,2%    |
| п'ятдесятники                       | 223            | 3,8%     |
| адвентисти                          | 172            | 2,9%     |
| баптисти                            | 72             | 1,2%     |
| бретрени                            | 21             | 0,4%     |
| римо-католики                       | 6              | 0,1%     |
| лютерани (Аугсбурзького сповідання) | 3              | 0,1%     |
| не релігійні                        | 2              | < 0,1%   |
| греко-католики                      | 1              | < 0,1%   |
| атеїсти                             | 1              | < 0,1%   |

## Зовнішні посилання
- Дані про комуну Дерменешть на сайті Ghidul Primăriilor [Архівовано 31 травня 2009 у Wayback Machine.]